# Alto de Extremadura
Alto de Extremadura – stacja metra w Madrycie, na linii 6. Znajduje się w dzielnicy Latina, w Madrycie i zlokalizowana jest pomiędzy stacjami Lucero i Puerta del Ángel. Została otwarta 10 maja 1995.